# Nozimakhon Kayumova
Nozimakhon Kayumova, née le 17 août 1992, est une athlète handisport ouzbèke.

## Biographie
Lors de ses premiers Jeux paralympiques en 2016, elle remporte l'or au lancer de javelot F12/13, établissant un nouveau record du monde avec un jet à 44,58 m. Elle est la première championne paralympique féminine de l'histoire de pays. Un an plus tard, elle finit sur la seconde marche du podium du lancer de javelot F13 lors des Championnats du monde handisport qui se déroule en juillet à Londres.